# Gran Premio motociclistico della Germania Est 1964
Il Gran Premio motociclistico della Germania Est fu l'ottavo appuntamento del motomondiale 1964, la settima edizione con questo nome e la quarta valida per il motomondiale.
Si svolse il 25 e il 26 luglio 1964, una settimana dopo quello della Germania Ovest, sul Sachsenring ed erano in programma le quattro classi di maggior cilindrata disputate in singolo, non era presente invece la classe 50, né i sidecar.
La gara della 350 si svolse il 25 e le restanti il 26 agosto.
Le vittorie furono di Mike Hailwood su MV Agusta nella classe 500, di Jim Redman su Honda nella 350, di Phil Read su Yamaha in 250 e di Hugh Anderson su Suzuki in 125.

## Classe 500
Furono 34 i piloti al via della prova e di essi 17 vennero classifica al traguardo; tra i ritirati Phil Read.

### Arrivati al traguardo
| Pos. | Pilota               | Moto      | Tempo      | Punti |
| ---- | -------------------- | --------- | ---------- | ----- |
| 1    | Mike Hailwood        | MV Agusta | 1h 03:23.0 | 8     |
| 2    | Mike Duff            | Matchless | +2:52.8    | 6     |
| 3    | Paddy Driver         | Matchless | +5:46.0    | 4     |
| 4    | Nikolaj Sevostyanov  | CKEB      | +1 giro    | 3     |
| 5    | Derek Woodman        | Matchless | +1 giro    | 2     |
| 6    | Jack Ahearn          | Norton    | +1 giro    | 1     |
| 7    | Gustav Havel         | Jawa      |            |       |
| 8    | Jack Findlay         | Matchless |            |       |
| 9    | Sven-Olov Gunnarsson | Norton    |            |       |
| 10   | Dan Shorey           | Norton    |            |       |
| 11   | Bror-Erland Carlsson | Matchless |            |       |
| 12   | Endel Kiisa          | CKEB      |            |       |
| 13   | Bosse Granath        | Matchless |            |       |
| 14   | Ken King             | Norton    |            |       |
| 15   | Dennis Fry           | Norton    |            |       |
| 16   | Lewis Young          | Matchless |            |       |
| 17   | John Somers          | Norton    |            |       |

## Classe 350
Al via della gara anche due nuove motociclette sovietiche della CKEB ma i due piloti, Endel Kiisa e Nikolaj Sevostyanov furono costretti al ritiro.

### Arrivati al traguardo (posizioni a punti)
| Pos. | Pilota        | Moto  | Tempo | Punti |
| ---- | ------------- | ----- | ----- | ----- |
| 1    | Jim Redman    | Honda |       | 8     |
| 2    | Gustav Havel  | Jawa  |       | 6     |
| 3    | Mike Duff     | AJS   |       | 4     |
| 4    | Bruce Beale   | Honda |       | 3     |
| 5    | Vernon Cottle | AJS   |       | 2     |
| 6    | Fred Stevens  | AJS   |       | 1     |

## Classe 250
Ultima classe a scendere in pista nella seconda giornata di gare, nei primi giri della gara un incidente occorse a Mike Hailwood su MZ (che aveva fatto peraltro in tempo a segnare il giro più veloce in corsa); dopo che si era inizialmente temuto il peggio, l'incidente si rivelò meno grave del previsto, costringendo il pilota a stare lontano dalle gare per solo un mese.
La gara si risolse infine solo sulla linea del traguardo con Phil Read e Jim Redman separati da due decimi di secondo.

### Arrivati al traguardo (posizioni a punti)
| Pos. | Pilota          | Moto      | Tempo       | Punti |
| ---- | --------------- | --------- | ----------- | ----- |
| 1    | Phil Read       | Yamaha    | 58' 00" 800 | 8     |
| 2    | Jim Redman      | Honda     | +0" 2       | 6     |
| 3    | Bruce Beale     | Honda     | + 1 giro    | 4     |
| 4    | Gilberto Milani | Aermacchi | + 1 giro    | 3     |
| 5    | Alberto Pagani  | Paton     | + 2 giri    | 2     |
| 6    | Wolfgang Gast   | MZ        | + 2 giri    | 1     |

## Classe 125
Quella dell'ottavo di litro fu la prima gara disputatasi il 26 luglio.

### Arrivati al traguardo (posizioni a punti)
| Pos. | Pilota           | Moto   | Tempo     | Punti |
| ---- | ---------------- | ------ | --------- | ----- |
| 1    | Hugh Anderson    | Suzuki | 51' 05" 9 | 8     |
| 2    | Luigi Taveri     | Honda  | + 16" 3   | 6     |
| 3    | Jim Redman       | Honda  | + 20" 8   | 4     |
| 4    | Heinz Rosner     | MZ     | + 2'54" 4 | 3     |
| 5    | Friedhelm Kohlar | MZ     | + 1 giro  | 2     |
| 6    | Bruce Beale      | Honda  | + 1 giro  | 1     |